# Andrés Jiménez (ciclista)
Andrés Jiménez Caicedo (nascido em 1986) é um ciclista de BMX colombiano. Representou seu país, Colômbia, no ciclismo nos Jogos Olímpicos de Verão de 2008 e 2012.